# Otaci
Otaci est une ville dans le raion d'Ocnița de la Moldavie. En 2014, la ville compte 6 043 habitants, dont une majorité de Roms.

## Démographie
| Groupe ethnique | %    |
| --------------- | ---- |
| Roms            | 52,4 |
| Ukrainiens      | 33,8 |
| Moldaves        | 7,6  |
| Autres          | 6,2  |